# Seriana malaica
Seriana malaica är en insektsart som beskrevs av Irena Dworakowska 1978. Seriana malaica ingår i släktet Seriana och familjen dvärgstritar. Inga underarter finns listade i Catalogue of Life.